# Disneynature
Disneynature je nezávislé filmové studio The Walt Disney Company založené 21. dubna 2008 jako divize The Walt Disney Studios. Je zaměřené na tvorbu dokumentů o přírodě, jak o živočišné, tak rostlinné. Se sídlem v Paříži, Francii se jedná o jediné Disneyho studio, které má sídlo v Evropě a zároveň mimo Spojené státy americké.

## Vydané filmy
- Země (2009)
- Oceány (2010)
- The Crimson Wing: Mystery of the Flamingos (2010)
- Africké kočky: Království odvahy (2011)
- Pollen (2011)
- Chimpanzee (2012)

## Připravované filmy
- Bears (2014)

## Logo Disneynature
Logem Disneynature je ledovec, který svým tvarem připomíná zámek Popelky, který tvoří logo Walt Disney Pictures. Hudební podklad pro logo Disneynature zkomponoval Mark Mancina 21. března 2008; ve výsledné podobě ho nahrálo Hollywood Studio Symphony pod taktovkou Dona Harpera.